# Британско военно гробище (Струма)
Британското военно гробище (на английски: Struma military cemetery) между селата Орляк и Салтъкли е създадено през есента на 1916 година по време на Първата световна война до британска военно-полева болница. В него са погребани 898 британски войници и офицери, 3 български и 9 гръцки.

## Български войнишки гробове
- 01. А. Колев, редник, починал на 8.11.1918 г., гроб II. A. 12
- 02. Стоян Лазаров, ефрейтор, починал на 16.4.1917 г., гроб VIII. E. 13
- 03. Георги Ташков, редник, починал на 8.11.1918 г., гроб II. A. 11[2]